# Christian Wolff (filosof)
 Ikke at forveksle med Christian Wulff.
 For alternative betydninger, se Christian Wolff. (Se også artikler, som begynder med Christian Wolff)
Christian (von) Wolff (Wolf eller  Wolfius, født 24. januar 1679 i Breslau, død 9. april 1754 i Halle) var en tysk friherre, filosof og matematiker med viden på mange områder. Han regnes for en af de vigtigste tyske filosoffer mellem Leibniz (død 1716) og Kant (død 1804).
Wolff udviklede en systematik, som søgte at forene billedet af mennesket som symptom af det system som Gud har skabt med billedet af mennesket som dets årsag. Hans grundlag var Leibnizs teologiske ideer, som placerer mennesket i toppen af skabelsen,
I 1721 holdt Wolff en forelæsning på universitetet i Halle om "kinesernes etik". Hans konklusion var, at etikken kunne bygges på fornuften alene uden indflydelse fra religionen. Det var imod den herskende pietistiske retning under ledelse af August Hermann Francke i Preussen, og Wolff blev udvist af landet. Han blev professor i matematik og filosofi ved universitetet i Marburg.
Men efter at Frederik den Store blev konge i Preussen 1740, blev Wolff hjemkaldt, udnævnt til kansler for universitetet i Halle og adlet til "rigsfriherre". Herefter fik Wolff meget stor indflydelse i tysk filosofi.
Det siges til og med, at Wolff "lærte filosofien at tale tysk". Han øvede stor indflydelse på Kant, hvis filosofi brød Wolffs indflydelse, samt på den schweiziske diplomat og retsfilosofiske forfatter Emerich de Vattel.
Wolff anses for at have indført oplysningstidens filosofi i Tyskland. Wolffs system indførte  fornuften i teologien, men uden at gå til de yderligheder helt at udelukke religionen fra filosofien som mange franske oplysningsfilosoffer gjorde. Det var i høj grad wolffianismen, der fik indflydelse på den danske oplysningstid, og fra omkring 1750 var det Wolffs system, der blev undervist på de danske universiteter.